# Rhinocricus borellii
Rhinocricus borellii är en mångfotingart som beskrevs av Filippo Silvestri 1895. Rhinocricus borellii ingår i släktet Rhinocricus och familjen Rhinocricidae. Inga underarter finns listade i Catalogue of Life.